# Mehmet Müezzinoğlu
Mehmet Müezzinoğlu, né le 9 janvier 1955 à Arriana, est un homme politique turc, ancien ministre de la Santé puis du Travail.

## Biographie
Mehmet Müezzinoğlu est issue d'une famille musulmane originaire de Thrace orientale.
Il est ministre de la Santé de 2013 à 2016, puis ministre du Travail.
Il est dans un premier temps député d'Edirne de 2011 à 2015.